# 金玉仙
金 玉仙（キム・オクソン、朝鮮語: 김옥선、1934年4月2日 - ）は、韓国の女性政治家、教育家、社会活動家、キリスト教指導者。第7・9・12代国会議員。号は異石（イソク、이석）。本貫は光山金氏。キリスト教徒。

## 経歴
日本統治時代の忠清南道舒川郡出身。1男3女の末っ子だが、兄は朝鮮人徴用で亡くなった後、息子想いの母親に男装を着用させて育てられたため、普段はワイシャツにネクタイなどの男装を着用している。貞信女子高校、中央大学校政治学科卒、同大学院政治学博士課程、延世大学校経営大学院最高経営者課程修了。東京大学客員研究員、東京聖書学院1年修了。セント・チャールズ大学法学博士。
19歳の時に社会運動を始め、故郷にエベン・エゼル母子園を設立し、朝鮮戦争の未亡人と孤児の救済を行った。1955年には故郷の長項で正義女中を、1959年には正義女高をそれぞれ設立し、教育事業にも参入した。特に離島の忠清南道保寧市の元山島にも中学校を設立した。
1967年の第7代総選挙では新民党から出馬し、民主共和党の李源長に敗れたものの、その後に韓国初の当選者に対する当選無効を求める訴訟を起こし、1年後に勝訴により逆転当選し（当初は536票差で敗れたが、再検票で13票差で勝利）政界入りした。1973年の第9代総選挙で国会復帰後に国会農水産委員、新民党の政務委員・党紀委員長を務めたが、1975年の対政府質問で大統領の朴正煕を「独裁者の朴」と呼び、維新体制を「生まれてはならない政権」と呼んだため、一部の発言は速記録から削除された上、国会議員職のみならず公民権も10年間剥奪された（金玉仙波動）。1984年に解禁され、翌年の第12代総選挙で3回目の当選を果たした後、新韓民主党の宣伝分科委員長・副総裁政務委員を務めた。1992年の大統領選挙と1995年のソウル特別市長選挙では無所属で立候補したがいずれも落選した後、2002年の大統領選挙で立候補を表明したものの、諦めて政界を引退した。
他には社団法人忠・孝・礼常任顧問、キリスト教世界信徒連盟総裁、社団法人韓国身体障害者福祉会常任顧問、国家経営研究院理事長、大韓民国憲政会顧問、松竹学園（正義女中・高の運営団体）理事長、ウリギョレ党（仮称）の創立準備委員長などを務めた。
2008年、理事長を務めた社会福祉法人が所有する不動産の所有権を移譲してくれると言い、契約金の名目で2億ウォンを横領したため、詐欺の疑いで起訴され、懲役10か月に執行猶予2年の刑が宣告された。さらに、2006年に理事長を務めた学校の建物のリフォームを委託した後、工事代金26億ウォンを支払わなかったため、2011年にまた詐欺の疑いで起訴され、最終的に懲役2年5か月の有期刑が宣告された。

## エピソード
女性政治家でありながら女性優先のクオータ制には反対する。「選挙区の公認や比例代表に女性プレミアムを頼むのは辻褄が合わない」「真のジェンダー平等は男性と同じく競争して勝ち取るものだ」と言った。
朴正煕の娘である朴槿恵には意外と好意的である。朴槿恵がハンナラ党の大統領予備選に出た際、党内のある大物政治家から「独裁者の娘」と攻撃されたことを聞いて、「朴槿恵の成長過程は朴正煕時代とどんな関係があったのか」と反論した。